# Warszawska Kolej Dojazdowa

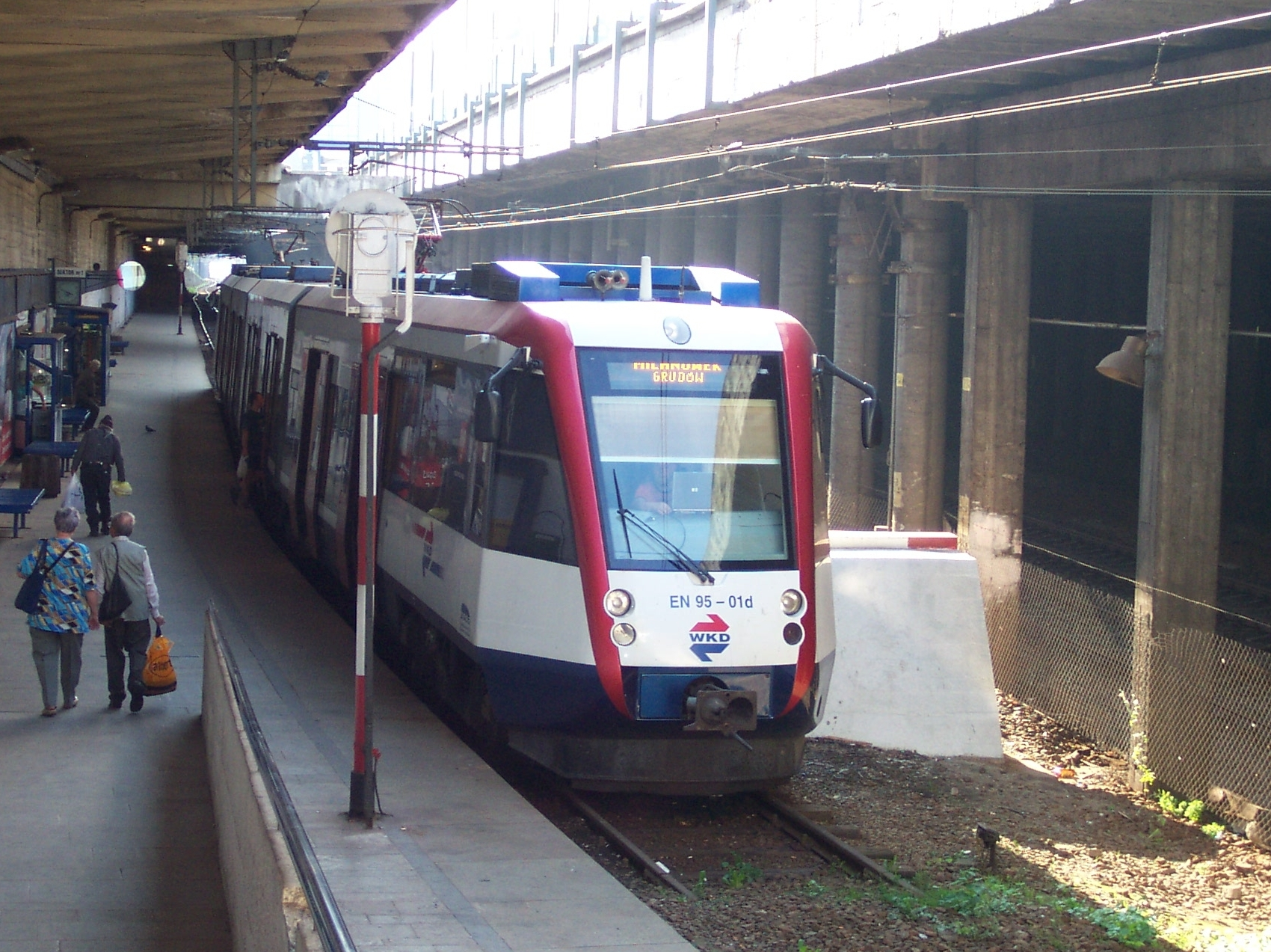
Treno EN95 alla stazione Warszawa Śródmieście WKD

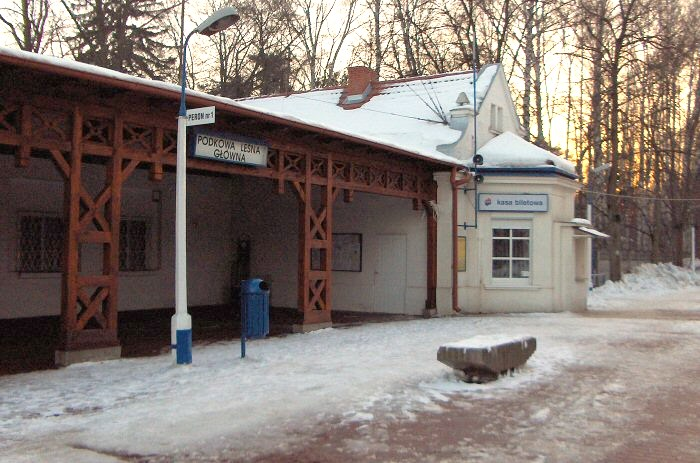
Stazione Podkowa Leśna Główna

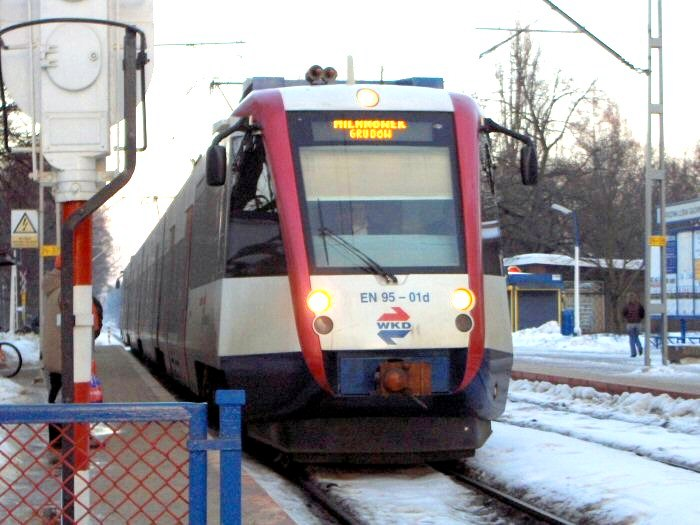
Treno EN95

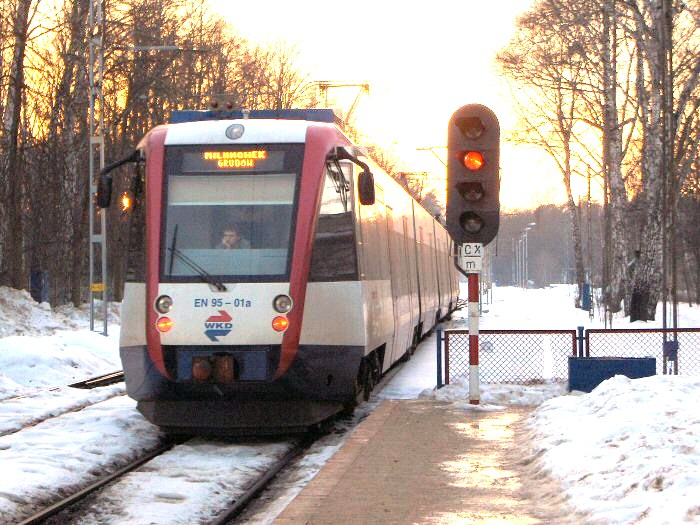
Treno EN95 a Podkowa Leśna Główna

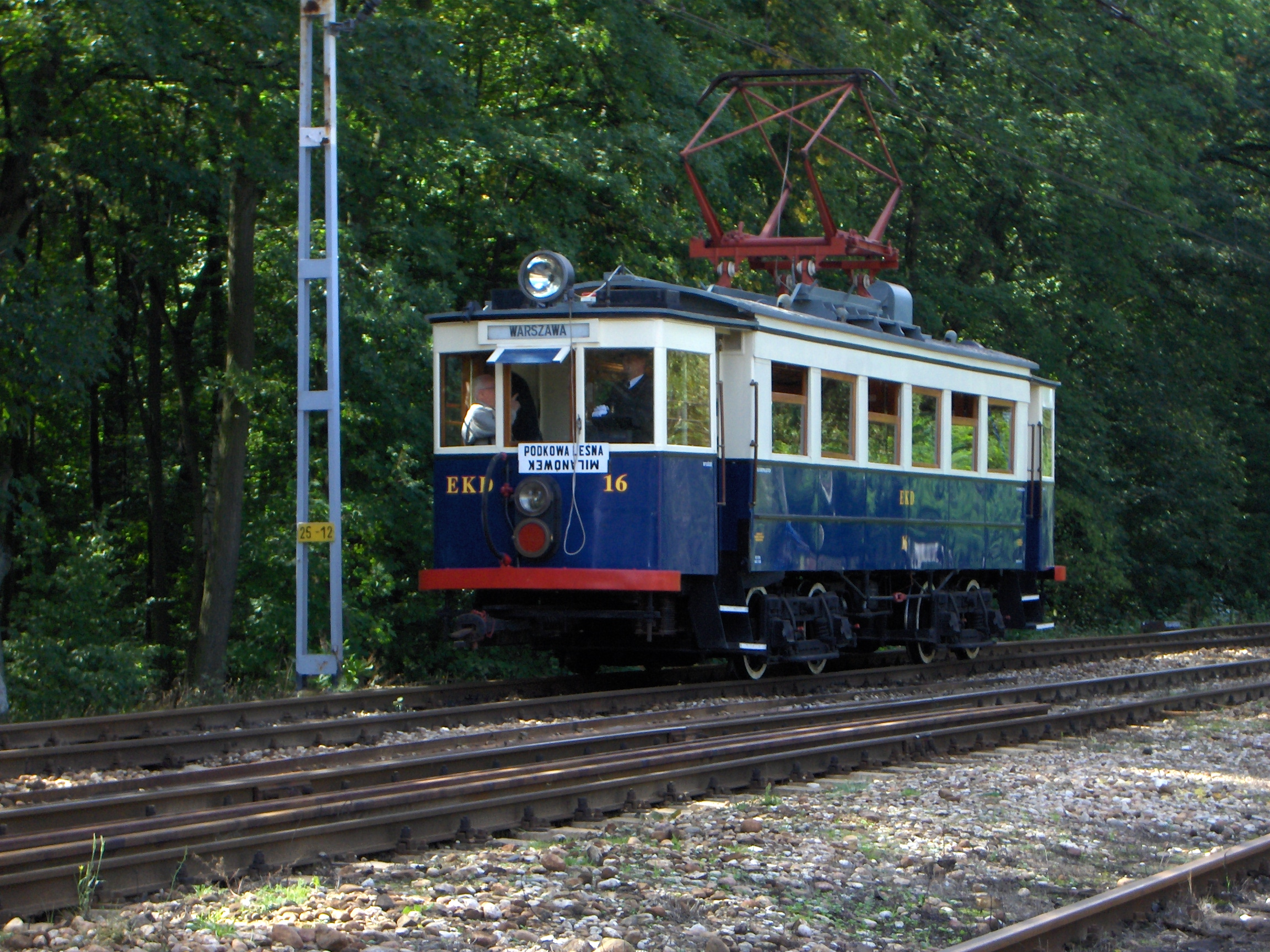
Treno d'epoca EN80

La Warszawska Kolej Dojazdowa ("ferrovia suburbana di Varsavia"), abbreviata WKD, è una linea ferroviaria suburbana in servizio nella capitale polacca.
La linea, con i suoi due rami, collega Varsavia con i comuni di Michałowice, Pruszków, Brwinów, Podkowa Leśna, Milanówek e Grodzisk Mazowiecki, a sud-ovest della capitale.

## Storia
La linea fu aperta l'11 gennaio 1927 con il nome di Elektryczna Kolej Dojazdowa ("ferrovia suburbana elettrica"), e cambiò nome in quello attuale solo nel 1951. Fu la prima ferrovia elettrica della Polonia e la prima con segnalamento luminosa a colori automatico, sviluppato dalla svedese Signalbolaget. Il ramo Milanówek fu aperto nel 1936.
Dal 1932 al 1971 operò tra Warszawa Szczęśliwice e Warszawa Włochy EKD un servizio a singolo binario.
Parte del Polskie Koleje Państwowe (Ferrovie dello Stato Polacche, PKP) dal 1947, la linea fu acquisita nel 2004 da un consorzio composto dalla città di Varsavia, dal governo regionale della Masovia e dai sei comuni serviti dalla linea.

## Percorso
Partendo dal capolinea Warszawa Śródmieście WKD, adiacente alla Stazione Centrale di Varsavia, la linea corre inizialmente verso ovest lungo la principale ferrovia est-ovest di Varsavia, prima di voltare verso sud-ovest. La distanza da Warszawa Śródmieście WKD a Grodzisk Mazowiecki Radońska è di 33 km, mentre la lunghezza del ramo Milanówek è di 3 km.
Le stazioni sono:
- Warszawa Śródmieście WKD
- Warszawa Ochota
- Warszawa Zachodnia
- Warszawa Reduta Ordona
- Warszawa Aleje Jerozolimske
- Warszawa Raków
- Warszawa Salomea
- otwock
- Michałowice
- Reguły
- Malichy
- Tworki
- Pruszków WKD
- Komorów
- Nowa Wieś Warszawska
- Kanie Helenowskie
- Otrębusy
- Podkowa Leśna Wschodnia
- Podkowa Leśnia Główna
- Podkowa Leśna Zachodnia

Da qui la linea si divide in due rami: le stazioni del ramo Milanówek (linea 48) sono:
- Polesie
- Milanówek Grudów

Le stazioni del ramo Grodzisk Mazowiecki (linea 47) sono:
- Kazimierówka
- Brzózki
- Grodzisk Mazowiecki Okrężna
- Grodzisk Mazowiecki Piaskowa
- Grodzisk Mazowiecki Jordanowice
- Grodzisk Mazowiecki Radońska

Esiste un collegamento a singolo binario non elettrificato tra la stazione Komorów e la rete ferroviaria PKP (stazione Pruszków), sul quale non circola il traffico regolare.

## Servizio
La WKD è una ferrovia a scartamento standard elettrificata a 600 volt DC tramite catenaria. Il servizio è fornito con due classi di treni:
- Tipo EN94 elettrico a sei alberi, costruito nel 1969 e utilizzato a coppie. Sulla linea operano 40 di queste unità.
- Tipo EN95 elettrico a dieci alberi e a pianale ribassato, costruito dal 2004 e operante in modo singolo. La linea possiede 13 di queste unità.

La linea possiede un modello d'epoca EN80 elettrico a quattro assi, costruito dalla English Electric a Preston nel 1927, e un piccolo locomotore diesel, ottenuto di seconda mano dalla PKP.
Sulla linea principale, i treni si intervallano ogni 15 minuti nelle ore di punta e ogni 30 minuti negli altri orari, con interruzione da mezzanotte alle 5 del mattino. Per quasi tutto il giorno, un treno all'ora effettua il servizio per Milanówek Grudów, mentre tutti gli altri treni si dirigono a Grodzisk Mazowiecki Radońska. Tutti i treni si fermano in tutte le stazioni, e il tragitto da Warszawa Śródmieście a Grodzisk Mazowiecki Radońska dura circa un'ora.
La sede della compagnia e il principale deposito è a Grodzisk Mazowiecki.